# Trichopsomyia antillensis
Trichopsomyia antillensis är en tvåvingeart som beskrevs av Thompson 1981. Trichopsomyia antillensis ingår i släktet gallblomflugor, och familjen blomflugor. Inga underarter finns listade i Catalogue of Life.